# Шони Милер
Шони Милер Уибо (енгл. Shaunae Miller-Uibo; рођ. Насау, Бахаме, 15. април 1994) je атлетичарка са Бахама, специјализовала се за дисциплину трка на 200 м и 400 м.

## Каријера
Милерова је завршила средњошколско образовање на колеџу Св. Августин у Насауу на Бахамима и похађала је Универзитет у Џорџији, пре него што се професионално усавршила и потписала спонзорски уговор са Адидасом.
Освајачица је златних медаља на Олимпијским играма у Рију 2016. године и Олимпијским играма у Токију 2020. године у трци на 400 метара. На Светским првенствима је освојила три медаље, злато, сребро и бронзу, а на дворанском светским првенствима освојила је златну и бронзану медаљу. Од 2017. је удата за естонског атлетичара Мајкела Уибоа.

## Лични рекорди
- 200 м: 21,91 с (2016)
- 400 м: 49,44 с (2017)